# Alfred Peet
Alfred H. Peet (ur. 10 marca 1920, zm. 29 sierpnia 2007) – amerykański przedsiębiorca pochodzenia holenderskiego i założyciel sieci kawiarni Peet’s Coffee & Tea. Zdobył sławę jako osoba, która wprowadziła tradycyjną sztukę palenia kawy do Stanów Zjednoczonych.

## Życiorys

### Pierwsze lata
Peet urodził się w Alkmaarze w Holandii, gdzie jego ojciec prowadził niewielką palarnię kawy przed II wojną światową. Po zakończeniu wojny Peet wyjechał z Londynu, gdzie doskonalił swój fach w firmie zajmującej się handlem kawą i herbatą, do Indonezji pracując tam jako degustator herbaty. W 1955 roku wyjechał na stałe do San Francisco, gdzie podjął pracę w firmie importującej kawę.

### Przetwórca i sprzedawca kawy
Alfred Peet nie akceptował niskiej jakości kawy, która w tamtym czasie była powszechnie sprzedawana w USA. Swoją pierwszą własną kawiarnię i sklep z kawą paczkowaną otworzył w Berkeley w Kalifornii w 1966 roku. Wkrótce pojawiły się nowe punkty w Oakland, Mill Valley i w Menlo Park (wszystkie w Kalifornii, w rejonie zatoki San Francisco)
Peet stał się mentorem i wzorem dla wielu przedsiębiorców działających w przemyśle kawowym. Założyciele sieci Starbucks – Jerry Baldwin, Zev Siegl i Gordon Bowker – osobiście uczyli się od niego technik parzenia i przygotowywania kawy. Peet jest powszechnie uważany za osobę, która rozpoczęła rewolucję w piciu kawy w Stanach Zjednoczonych. Historycy nazywają go „Holendrem, który nauczył Amerykę, jak pić kawę.”
Peet sprzedał firmę w 1979, ale zajmował się handlem kawą do 1983 roku.
Angielski wywiad z Alfredem Peet jest częścią filmu dokumentalnego „Coffee Culture USA” wydanego w 2008 roku.

### Schyłek życia
Alfred Peet przeszedł na emeryturę w 2001 roku. Przeprowadził się do Ashland w stanie Oregon, gdzie zmarł na raka w 2007 roku.